# Пашкин, Нектарий Петрович
Нектарий Петрович Пашкин (27 ноября [10 декабря] 1907, Гуляево — 28 октября 1977, Асбест, Свердловская область) — советский горный инженер, управляющий трестом «Союзасбест», начальник Баженовского управления строительства. Почётный гражданин города Асбеста (1977).

## Биография
Родился 27 ноября 1907, в деревне Гуляево, Киясовского района Удмуртской АССР в семье рабочих. Трудовую деятельность начал рабочим станочником в 1925 году на одном из заводов Ижевска. Окончил Свердловский горный институт (1935) и был направлен на работу в г. Асбест.
С 1938 по 1953 год работал управляющим трестами «Союзасбест», «Асборуда».
В годы войны перестроил работу асборемзавода на производство военной продукции, одновременно обеспечив производство асбеста — за выполнение заданий фронта — «успешное выполнение заданий по производству боеприпасов» в мае 1944 года награждён орденом «Знак Почёта».
С 1954 года — начальник управления Баженовского строительства.
С 1962 года до ухода на пенсию работал директором фабрики № 5 комбината «Ураласбест».
С 1970 года — Персональный пенсионер республиканского значения.
Умер 28 октября 1977 год. Похоронен в Асбесте на городском кладбище № 2.

## Награды и премии
- Отличник социалистического соревнования (1940)
- Знак Почета (1944)
- Медаль «За доблестный труд в Великой Отечественной войне 1941—1945 гг.» (1945)
- Отличник социалистического соревнования (1947)
- Отличник социалистического соревнования (1958)
- Отличник социалистического соревнования РСФСР (1964)
- Медаль «За трудовую доблесть» (1951)
- Орден Трудового Красного Знамени (1966)
- Отличник социалистического соревнования РСФСР (1967)
- Медаль «В ознаменование 100-летия со дня рождения Владимира Ильича Ленина» (1970)
- Персональный пенсионер республиканского значения (1970)
- Юбилейная медаль «Тридцать лет Победы в Великой Отечественной войне 1941—1945 гг.» (1975)
- Медаль «Ветеран труда» (1977)
- Почётный гражданин города Асбеста (1977)